# Sascha Leonard Schmidt
Sascha Leonard Schmidt (* 8. Februar 1971 in Hagen) ist ein deutscher Ökonom und Inhaber des Lehrstuhls für Sport und Management an der WHU – Otto Beisheim School of Management, sowie Akademischer Direktor des WHU-Center for Sports and Management.

## Werdegang
Er absolvierte sein Studium der Betriebswirtschaftslehre an den Universitäten Essen und Zürich und schloss 1999 seine Promotion an der Universität Zürich bei Edwin Rühli und Margit Osterloh ab. Danach stieg er als Unternehmensberater bei McKinsey & Company ein. 2003 übernahm Schmidt die Leitung des ICS-Forschungsprogramms an der Universität St. Gallen und habilitierte sich später an der EBS Universität für Wirtschaft und Recht bei Jean-Paul Thommen, Hartmut Kreikebaum und Martin K. Welge.
Nach seiner Habilitation baute er ab 2006 zunächst als Geschäftsführer das Deutschlandgeschäft des Personaldienstleisters a-connect und ab 2011 den Lehrstuhl sowie das Institut für Sport, Wirtschaft und Gesellschaft an der EBS Universität für Wirtschaft und Recht auf.
Seit 2014 ist er Professor und Lehrstuhlinhaber des Center for Sports and Management an der WHU – Otto Beisheim School of Management. In 2014 hat er die "SPOAC-Sports Business Academy by WHU" gegründet und 2024 als Nachfolger das "European Sports Business Program" gemeinsam mit der Stockholm School of Economics und der École supérieure des sciences économiques et commerciales in Paris ins Leben gerufen.

## Publikationen (Auswahl)
- Qualität und Effizienz als strategische Herausforderung im Gesundheitswesen. Ein Forschungsprojekt an der Harvard Business School. München 1997, ISBN 3-87988-211-8.
- mit Heinz Galli (Hrsg.): Neuorientierung im Gesundheitswesen. Innovative Strategien zur Verbesserung des Gesamtleistungsprozesses. Wiesbaden 1998, ISBN 3-409-12301-6.
- Megamerger in der pharmazeutischen Industrie. Ein Beitrag zur Strategieprozessforschung. Bern 2000, ISBN 3-258-06195-5.
- mit Matthias Brauer: Strategic governance: How to assess board effectiveness in guiding strategy execution. in Corporate Governance: An International Review. Vol. 14.2006, 1, Wiley-Blackwell, ISSN 0964-8410, S. 13–22
- mit Benno Torgler: What shapes player performance in soccer? Empirical findings from a panel analysis. Applied Economics, Volume 39, 2007 – Ausgabe 18, S. 2355–2369
- mit Holzmayer, F. Dynamic managerial capabilities, firm resources, and related business diversification-evidence from the English Premier League. Journal of Business Research, 117, 132–143, 2020.
- mit Beiderbeck, D., Frevel, N., von der Gracht, H.A., und Schweitzer, V.M. Preparing, conducting, and analyzing Delphi surveys: Cross-disciplinary practices, new directions, and advancements. MethodsX, 8, 101401, 2021.
- mit Beiderbeck, D., Frevel, N., von der Gracht, H.A., und Schweitzer, V.M. The impact of COVID-19 on the European football ecosystem-a Delph-based  scenario analysis. Technological Forecasting and Social Change, 165, 120577, 2021.